# 발췌해서 읽기
발췌해서 읽기는 책을 전체적으로 다 읽는 것이 아니라, 읽고 싶은 부분만을 지목해서 해당 부분만 읽어 내려가는 읽기 방식이다.

## 같이 보기
- 통독 (읽기)
- 음독
- 묵독
- 정독
- 미독
- 속독